# Der Babysitter-Club (Fernsehserie)
Der Babysitter-Club (im Original: The Baby-Sitters Club) ist eine US-amerikanische Dramedy-Fernsehserie die im Auftrag von Netflix produziert und deren erste Staffel als Netflix Original am 3. Juli 2020 veröffentlicht wurde. Im März 2022 wurde die Serie nach zwei Staffeln abgesetzt.

## Handlung
Die vier Freundinnen Kristy, Mary-Anne, Stacey und Claudia gründen den Babysitter-Club und helfen fortan Eltern im fiktiven Stoneybrook in Connecticut ihre Kinder zu beaufsichtigen, später stößt als fünfte im Bunde Dawn aus Los Angeles dazu. Dabei bekommen sie es aber nicht nur mit anstrengenden und liebenswerten kleinen Kindern zu tun, sondern stellen sich auch ihren eigenen Entwicklungsaufgaben als Heranwachsende. Auch im Umfeld der Mädchen kommt es immer wieder zu Verwerfungen, Elisabeth, die Mutter von Kristy, lebt eigentlich getrennt von ihrem Expartner Watson, der will jedoch der alten Liebe neues Leben einhauchen.

## Besetzung und Synchronisation
Die deutschsprachige Synchronisation entsteht nach dem Dialogbuch von Andreas Pollak und unter der Dialogregie von Susanne Schwab für die Berliner Synchron.

### Hauptdarsteller
| Rolle                   | Darsteller                                           | Synchronsprecher   |
| ----------------------- | ---------------------------------------------------- | ------------------ |
| Kristy Thomas           | Sophie Grace                                         | Laura Elßel        |
| Mary-Anne Spier         | Malia Baker                                          | Valentina Bonalana |
| Stacey McGill           | Shay Rudolph                                         | Magdalena Höfner   |
| Claudia Kishi           | Momona Tamada                                        | Stella Sommerfeld  |
| Dawn Schafer            | Xochitl Gomez (Staffel 1) Kyndra Sanchez (Staffel 2) | Derya Flechtner    |
| Elizabeth Thomas-Brewer | Alicia Silverstone                                   | Natascha Geisler   |
| Watson Brewer           | Mark Feuerstein                                      | Frank Schaff       |

### Nebendarsteller
| Rolle                | Darsteller           | Synchronsprecher  |
| -------------------- | -------------------- | ----------------- |
| Richard Spier        | Marc Evan Jackson    | Sven Gerhardt     |
| Karen Brewer         | Sophia Reid-Gantzert | Victoria Glück    |
| David Michael Thomas | Benjamin Goas        | Julius Ole Ernst  |
| Logan Bruno          | Rian McCririck       | Cedric Eich       |
| Mimi Yamamoto        | Takayo Fischer       | Sabine Walkenbach |
| Sharon Porter        | Jessica Elaina Eason | Sabine Mazay      |

## Hintergrund
Der Babysitter-Club ist eine Adaption der gleichnamigen Buchreihe von Ann M. Martin, die von 1986 bis 2000 in 36 Bänden veröffentlicht wurde. Im Februar 2019 wurde die Produktion angekündigt, die Dreharbeiten zur ersten Staffel fanden von August bis Oktober 2019 in Vancouver statt.
Ende Oktober 2020 wurde eine zweite Staffel angekündigt. Für diese zweite Staffel musste die Rolle der Dawn Schafer mit Kyndra Sanchez neubesetzt werden, da Xochitl Gomez aufgrund der gleichzeitig stattfindenden Dreharbeiten zu Doctor Strange in the Multiverse of Madness verhindert war.

## Episodenliste

### Staffel 1
| Nr. (ges.) | Nr. (St.) | Deutscher Titel               | Originaltitel                  | Regie          | Drehbuch                       |
| ---------- | --------- | ----------------------------- | ------------------------------ | -------------- | ------------------------------ |
| 1          | 1         | Kristys großartige Idee       | Kristy’s Great Idea            | Lucia Aniello  | Rachel Shukert                 |
| 2          | 2         | Claudia und die Phantomanrufe | Claudia and the Phantom Caller | Lucia Aniello  | Rachel Shukert                 |
| 3          | 3         | Die Wahrheit über Stacey      | The Truth about Stacey         | Andrew DeYoung | Joanna Calo                    |
| 4          | 4         | Mary Anne als Retterin        | Mary Anne Saves The Day        | Lucia Aniello  | Lyle Friedman                  |
| 5          | 5         | Dawn und die unmöglichen Drei | Dawn and the Impossible Three  | Heather Jack   | Rheeqrheeq Chainey             |
| 6          | 6         | Claudia und Janine            | Claudia and Mean Janine        | Linda Mendoza  | Jade Chang                     |
| 7          | 7         | Stacey ist verliebt           | Boy-Crazy Stacey               | Linda Mendoza  | Dan Robert und Lisha Brooks    |
| 8          | 8         | Ein wichtiger Tag für Kristy  | Kristy’s Big Day               | Kimmy Gatewood | Rachel Shukert                 |
| 9          | 9         | Willkommen im Camp – Teil 1   | Hello, Camp Moosehead! Part 1  | Luke Matheny   | Joanna Calo                    |
| 10         | 10        | Willkommen im Camp – Teil 2   | Hello, Camp Moosehead! Part 2  | Luke Matheny   | Lucia Aniello und Ariel Karlin |

### Staffel 2
| Nr. (ges.) | Nr. (St.) | Deutscher Titel                   | Originaltitel                   | Regie          | Drehbuch                 |
| ---------- | --------- | --------------------------------- | ------------------------------- | -------------- | ------------------------ |
| 11         | 1         | Kristy und die Snobs              | Kristy and the snobs            | Robert Luketic | Rachel Shukert           |
| 12         | 2         | Claudia und die Neue              | Claudia And The New Girl        | Robert Luketic | Sascha Rothchild         |
| 13         | 3         | Notfall-Stacey                    | Stacey’s Emergency              | Kimmy Gatewood | Ryan O'Connell           |
| 14         | 4         | Jessi und das Superbalg           | Jessi And The Superbrat         | Robert Luketic | Rheeqrheeq Chainey       |
| 15         | 5         | Mary Anne und die große Liebe     | Mary Anne And The Great Romance | Kimmy Gatewood | Dan Robert, Lisha Brooks |
| 16         | 6         | Dawn und die böse Stiefschwester  | Dawn And The Wicked Stepsister  | Kimmy Gatewood | Ryan O'Connell           |
| 17         | 7         | Claudia und der traurige Abschied | Claudia And The Sad Goodbye     | Robert Luketic | Sascha Rothchild         |
| 18         | 8         | Kristy und die Baby-Parade        | Kristy And The Baby Parade      | Kimmy Gatewood | Rachel Shukert           |

## Rezeption
Der Wertungsaggregator Rotten Tomatoes errechnete für die erste Staffel aus den Kritiken von 43 Kritikern eine Weiterempfehlungsrate von 100 Prozent und eine Durchschnittsbewertung von 8,58 von 10. Auf Metacritic erreichte Der Babysitter-Club eine Bewertung der Kritiker von 87 von 100 Punkten. In der Internet Movie Database bewerteten knapp 4.000 Zuschauer die Serie mit 7,4 von 10 Sternen. Insgesamt ist die Serie eine der bestrezensierten Fernsehserien im Jahr 2020.
Die taz schreibt, dass die Mädchen „mitunter viel reifer denken, sprechen und handeln als es ihrem Alter entspräche“ da den Produzierenden die Vorbildfunktion bewusst sei. „Die zehn Folgen werden [,] sehr einfühlsam […] erzählt“ und es werden auch „Themen wie Cyber-Mobbing und Geschlechtsidentität,“ sowie Anstand thematisiert, dabei legen die Regisseurinnen sehr viel Wert darauf, dass die in den 1980ern und 1990ern geschriebenen Bücher in das digitale Zeitalter übertragen werden. Gunther Reinhardt schreibt für die Stuttgarter Zeitung, dass die Serie so raffiniert erzählt sei, dass „sie sich auf jeden Fall auch für Erwachsene“ lohne.